# Distrito de Ghonchi
Ghonchi (en tayiko: Ноҳияи Ғончӣ) es un distrito de Tayikistán, en la provincia de Sughd. 
Comprende una superficie de 1 589 km².
El centro administrativo es la ciudad de Ghonchi.

## Demografía
Según estimación 2009 contaba con una población total de 140 859 habitantes.

## Otros datos
El código ISO es TJ.SU.GA, el código postal 735620 y el prefijo telefónico +992 3464.